# Палладий (Пьянков)
Епископ Палладий (в миру Павел Егорович Пьянков; 6 (18) января 1813, Оханск — 8 (20) января 1882, Петрозаводск) — епископ Русской православной церкви, епископ Олонецкий и Петрозаводский. Экзегет.

## Биография
Родился в 1816 году в Пермской губернии в семье протоиерея.
В1834 году окончил курс Пермской духовной семинарии.
В 1840 году окончил Московскую духовную академию и в том же году 21 октября назначен учителем Пермской духовной семинарии.
8 августа 1841 года получил степень магистра богословия.
19 марта 1844 года рукоположен во священника.
С 29 сентября 1845 года — учитель Вятской духовной семинарии.
16 ноября 1846 года пострижен в монашество с именем Палладий.
С 16 апреля 1849 года — инспектор Саратовской духовной семинарии.
С 14 ноября 1852 года — инспектор Казанской духовной семинарии.
11 мая 1854 года назначен ректором Пермской духовной семинарии, а 20 мая возведён в сан архимандрита.
С 10 июля 1860 года — ректор Подольской духовной семинарии.
С 15 июля 1864 года — ректор Орловской духовной семинарии.
16 ноября 1869 года хиротонисан во епископа Кинешемского, викария Костромской епархии.
24 июня 1872 года назначен епископом Сарапульским, викарием Вятской епархии.
С 28 февраля 1877 года — епископ Олонецкий и Петрозаводский.
Скончался в Петрозаводске 8 января 1882 года. Отпет епископом Ладожским Гермогеном (Добронравиным), погребен 12 января 1892 г. в усыпальнице под Святодуховским кафедральным собором.

## Сочинения
- Толкование на книги святых пророков Ионы и Михея. — Вятка, 1874.
- Толкование на книги святых пророков Захарии и Малахии. — Вятка, 1876.
- Толкование на книги святых пророков Аввакума, Софонии и Аггея. — Вятка, 1876.
- Толкование на псалмы. — 2-е изд. — Вятка, 1874.
- Толкование на книги 12 малых пророков: в 5 вып. — Вятка, 1872—1876.
- Толкование на святых пророков Осию и Иоиля. — Вятка, 1872, вып. 1.
- Толкование на святых пророков Амоса и Авдия. — Вятка, 1872, вып. 2.
- Обозрение Пермского раскола, так называемого старообрядства. — СПб., 1863.

## Награды
- Орден Святой Анны 1 степени
- Орден Святого Владимира 3 степени
- Крест в память войны 1853—1856 гг.
- Панагия[2].